# یاماسکا، کبک
یاماسکا (به فرانسوی: Yamaska) شهری در منطقه شهری پیر-دو-سورل ناحیه مونترژی در استان کبک کانادا است. در سرشماری سال ۲۰۱۱ این شهر ۱٬۶۹۲ نفر جمعیت داشته‌است و مساحت آن ۷۴٫۴۴ کیلومتر مربع است.